# Gert Schramm
Gert Schramm (* 25. November 1928 in Erfurt; † 18. April 2016 in Eberswalde) war ein deutscher Zeitzeuge des Nationalsozialismus. Der Afrodeutsche wurde 1944 als 15-Jähriger im KZ Buchenwald inhaftiert. In späteren Lebensjahren engagierte er sich als Zeitzeuge und antirassistischer Aktivist.

## Leben
Gert Schramm wurde als Sohn von Marianne Schramm und Jack Bransken, einem afroamerikanischen Ingenieur einer US-Stahlbaufirma, geboren. Er wuchs in Witterda und Bad Langensalza auf. Nach Abschluss der Volksschule arbeitete er als Hilfsarbeiter in einer Autowerkstatt; eine Lehrausbildung wurde ihm als „Mischling ersten Grades“ aufgrund der Nürnberger Rassengesetze verweigert. Fünfzehnjährig wurde er im Mai 1944 von der Gestapo nach dem Blutschutzgesetz in „Schutzhaft“ genommen und in verschiedenen Gestapogefängnissen inhaftiert. Am 20. Juli wurde er in das Konzentrationslager Buchenwald deportiert. Er war der jüngste von insgesamt sechs in Buchenwald inhaftierten Schwarzen. Sein Vater wurde 1941 in das Konzentrationslager Auschwitz deportiert und ermordet.
Nach der Befreiung des Konzentrationslagers Buchenwald und dem Ende des Zweiten Weltkriegs im Mai 1945 kehrte er zu seiner Mutter nach Bad Langensalza zurück. Er arbeitete zunächst im Uranbergbau der Sowjetisch-Deutschen Aktiengesellschaft Wismut. 1956 bis 1964 arbeitete er in der Essener Zeche Vereinigte Hagenbeck, kehrte aber 1964, drei Jahre nach dem Bau der Mauer, in die DDR zurück. Dort arbeitete er beim VEB Kraftverkehr Eberswalde und holte den Abschluss als Kfz-Mechaniker und Kfz-Meister nach. Er wurde Werkstattleiter, Abteilungsleiter, wechselte ins Tiefbaukombinat und arbeitete sich bis zum Abteilungsleiter des Fuhrparks im Tiefbaukombinat in Eberswalde hoch. 1985 gründete er in Eberswalde ein Taxi- und Speditionsunternehmen namens „Taxi-Schramm“ und führte es als Privatbetrieb.
Gert Schramm lebte mit seiner Familie in Eberswalde (Brandenburg). Er war Schützenbruder, engagierte sich bei der Freiwilligen Feuerwehr und war ehrenamtlicher Richter. Als zweiter Vizepräsident des Buchenwald-Komitees/Lagerarbeitsgemeinschaft Buchenwald-Dora engagierte er sich aktiv für Aufklärung und gegen Rechtsextremismus. Für die schwarze deutsche/afrodeutsche Gesellschaft war er ein wichtiger Zeitzeuge.

## Ehrungen
Am 25. April 2014 wurde Schramm für seine Initiative gegen Rechtsextremismus im Rathaus von Eberswalde mit dem Bundesverdienstkreuz am Bande geehrt. Der damalige Landrat Bodo Ihrke  überreichte ihm im Namen des Brandenburger Ministerpräsidenten die Ehrung mit den Worten:

„Menschen wie Sie sind es, die uns davor bewahren, zu vergessen. Sie erinnern und mahnen uns. Sie machen uns deutlich, dass ein friedliches und demokratisches Miteinander durchaus keine Selbstverständlichkeit ist“

Im März 2023 wurde die Umbenennung einer Erfurter Straße ihm zu Ehren beschlossen. Am 5. September 2023 erfolgte schließlich die Umbenennung eines Teils der Karlstraße in Erfurt in Gert-Schramm-Straße.

## Schriften (Auswahl)
- Wer hat Angst vorm schwarzen Mann. Mein Leben in Deutschland. Aufbau-Verlag, Berlin 2011

## Film
- 2001: Die Nazis überlebt, von Skinheads bedroht – Ein schwarzer Deutscher in Eberswalde[6]
- 2002: Buchenwald – Ein Konzentrationslager[7]